# VG-4.8
La Vía de Alta Capacidad Campañó-Monasterio de San Juan de Poyo es una vía para automóviles de la Junta de Galicia que transcurre entre Campañó y Monasterio de San Juan de Poyo, diseñada como una carretera limitada a 90 km/h para ser una vía de corta distancia y de poca Intensidad media diaria (IMD). No cumplen los estándares de doble calzada (autovía), ni esta previstada para la duplicación de esta dicha vía. La longitud de este tramo es de 3,1 kilómetros.
Fue inaugurado en 2004 como vial para evitar la travesía de Poyo desde la carretera autonómica gallega PO-531 hasta la carretera autonómica gallega PO-308 con el rodeo de unos 6,8 kilómetros.

## Tramos
| Denominación | Tramo                                                  | Kilómetros | Año servicio |
| ------------ | ------------------------------------------------------ | ---------- | ------------ |
| VG-4.8       | PO-531 Campañó - PO-535 Monasterio de San Juan de Poyo | 3,1        | 2004         |

## Salidas
| Velocidad | Esquema | Salida | Sentido Poyo | Carriles | Sentido Campañó | Carretera | Notas |
| --------- | ------- | ------ | --- | -------- | --- | --------- | ----- |
|           |         |        | Comienzo de Vía de Alta Capacidad Campañó-Monasterio de San Juan de Poyo VG-4.8 Procede de: PO-531 Camapañó                                                                                    |          | Fin de Vía de Alta Capacidad Campañó-Monasterio de San Juan de Poyo VG-4.8 Incorporación final PO-531 Dirección final: PO-531 Villagarcía de Arosa AG-41 Cambados Sangenjo El Grove Os Muíños PO-531 Pontevedra E-1 AP-9 | PO-531    |       |
|           |         | 0      | EP-0017 Fragamoreira O Muíño Campañó Vao |          | | EP-0017   |       |
|           |         | 1      | |          | EP-0017 Fragamoreira O Muíño Campañó Vao | EP-0017   |       |
|           |         |        | Fin de Vía de Alta Capacidad Campañó-Monasterio de San Juan de Poyo VG-4.8 Dirección final: EP-0606 Monasterio de San Juan de Poyo PO-535 Pontevedra PO-308 Sangenjo El Grove EP-0606 A Escusa |          | Inicio de Vía de Alta Capacidad Campañó-Monasterio de San Juan de Poyo VG-4.8 Procede de: PO-535 Poyo | PO-535    |       |